# Генеральний секретар
Генеральний секретар (генсек) — широке поняття, що означає старшу посадову особу будь-якої організації (партії, профспілки, міжнародної організації тощо).
У свідомості людей, які жили в СРСР, ця посада стійко асоціюється з Генеральним секретарем Центрального Комітету КПРС, який фактично виконував функції глави держави за номінального головування голови Президії Верховної Ради СРСР.
Тим не менше, далеко не у всіх випадках генсек є лідером організації. Часто генеральний секретар тільки керує секретаріатом, тобто органом, що забезпечує оперативну й адміністративну роботу організації. В такому разі главою організації може бути голова (наприклад, у компартії Китаю до 1982 року, або в Балтійській Асамблеї). В іншому випадку організація не має чітко визначеного лідера, таким чином відсутній і її голова (наприклад, ООН).

## Організації, які очолюють генеральні секретарі
- КПРС
- НАТО
- ООН
- Всесвітня митна організація
- Дава (партія)